# Erlenbach bei Dahn
Erlenbach bei Dahn è un comune di 341 abitanti della Renania-Palatinato, in Germania.
Appartiene al circondario (Landkreis) del Palatinato sudoccidentale (targa PS) ed è parte della comunità amministrativa (Verbandsgemeinde) di Dahner Felsenland.